# Constantino Bannen Pradel
Constantino Bannen Pradel (Concepción, Chile, 25 de julio de 1847-Santiago, Chile, 1 de noviembre de 1899) fue un marino chileno que alcanzó el grado de contraalmirante. En 1858 ingresó a la Escuela Naval de la que egresó en noviembre de 1861 con el grado de guardiamarina. A este curso, en la Marina de Chile, se le conoce como el "Curso de los héroes".
En 1865 participó en la guerra contra España, en 1879 en la guerra del Pacífico y en 1891 en la revolución del 91.
Ocupó los cargos de subdirector de la Escuela de Aprendices a Marineros y de la Escuela Naval. Comandante de la fragata blindada Cochrane. Gobernador marítimo de Concepción y de Valparaíso. Jefe del Apostadero Naval de Talcahuano, Director del Personal de la Armada.
En 1899 se retiró de la Armada. Casado, tuvo dos hijos.

## Nacimiento – Ingreso a la Armada
Constantino Bannen nació en Concepción, Chile, el 25 de julio de 1847. Sus padres fueron Pedro Bannen y Margarita Pradel.
En 1858 entró a la Escuela Naval del Estado,  este fue el primer curso que la ocupó en su nueva ubicación de la calle González de Hontaneda de Valparaíso. Los integrantes de este curso, compuesto por 26 cadetes más 2 supernumerarios,  tenían edades entre los diez y doce años. Egresaron el 15 de noviembre de 1861 como guardiamarinas y con posterioridad, este curso fue conocido como el “Curso de los Héroes”, pues entre ellos figuran los máximos héroes de la Marina de Chile: Arturo Prat Chacón, Juan José Latorre Benavente , Carlos Condell de la Haza y otros.

## Guerra contra España
El gobierno chileno le declaró la guerra a España el 24 de septiembre de 1865. Entre el 7 y el  8 de febrero de 1866, en el archipiélago de Calbuco, Chiloé, tuvo lugar el combate naval de Abtao en el que participó activamente como oficial de la goleta Covadonga.
Entre los años 1870 y 1878 participó en varias comisiones hidrográficas en ríos y canales del sur de Chile. En esos años también se desempeñó como instructor de artillería, subdirector de la Escuela de Aprendices a Marineros y de la Escuela Naval que funcionaba a bordo de la corbeta Esmeralda.

## Guerra del Pacífico
El año 1879 ya en el grado de capitán de corbeta participó en el combate naval de Angamos y posteriormente en el desembarco y toma de Pisagua como 2.º comandante del transporte Loa.
En 1880 fue transbordado al Estado Mayor del General Manuel Baquedano y tomó parte en la batalla de Tacna y en la toma de Arica.
En 1881 se embarcó nuevamente en la escuadra que apoyó al ejército en los combates de Chorrillos y Miraflores. En junio de 1882 ascendió a capitán de fragata y en Pisco protegió las guarniciones que ocupaban Ica y Chincha. En 1883 participó en el bloqueo de Arequipa.

## Revolución del 91
El 21 de mayo de 1886 ya en el grado de capitán de navío y como comandante del blindado Cochrane participó en la inauguración del monumento a los héroes de Iquique levantado en el puerto de Valparaíso,  y posteriormente la llevó hasta Inglaterra para reparaciones en el astillero Elswick.
En 1890 fue designado ayudante del Ministro de Marina y además se le encargó la revisión del Código Penal de la Armada.
Para la revolución de 1891 participó en el bando del Congreso, siendo designado ayudante del Presidente de la Junta de Gobierno formada en Iquique.

## Últimos años
En 1892 fue gobernador marítimo  de Concepción. En 1894 fue nombrado gobernador marítimo de Valparaíso y en 1895, con el grado de contralmirante fue designado  Jefe del Apostadero Naval de Talcahuano recientemente creado, correspondiéndole inaugurar el dique seco N° 1 el 20 de febrero de 1896 con la entrada del monitor Huáscar y del blindado Cochrane a carena.
Durante el año 1897 integró la Junta de Asistencia  y prestó servicios en el Ministerio de Marina. En 1898 fue designado Director del Personal de la Armada. En 1899 pasó a retiro por motivos de salud falleciendo en Santiago el 1 de noviembre del mismo año.
El contralmirante señor Bannen contrajo matrimonio con la señora María Concha con la que tuvo dos hijos.

## Legado
Posteriormente la Armada, en recuerdo de haber sido el primer comandante en jefe de la base naval de Talcahuano, bautizó con su nombre, tanto el edificio de la residencia del comandante en jefe como el dique seco N°1 de Asmar.